# 登诺
登诺（義大利語：Denno），是意大利特伦托自治省的一个市镇。总面积10平方公里，人口1239人，人口密度123.9人/平方公里（2009年）。ISTAT代码为022074。